# 鳥羽離宮

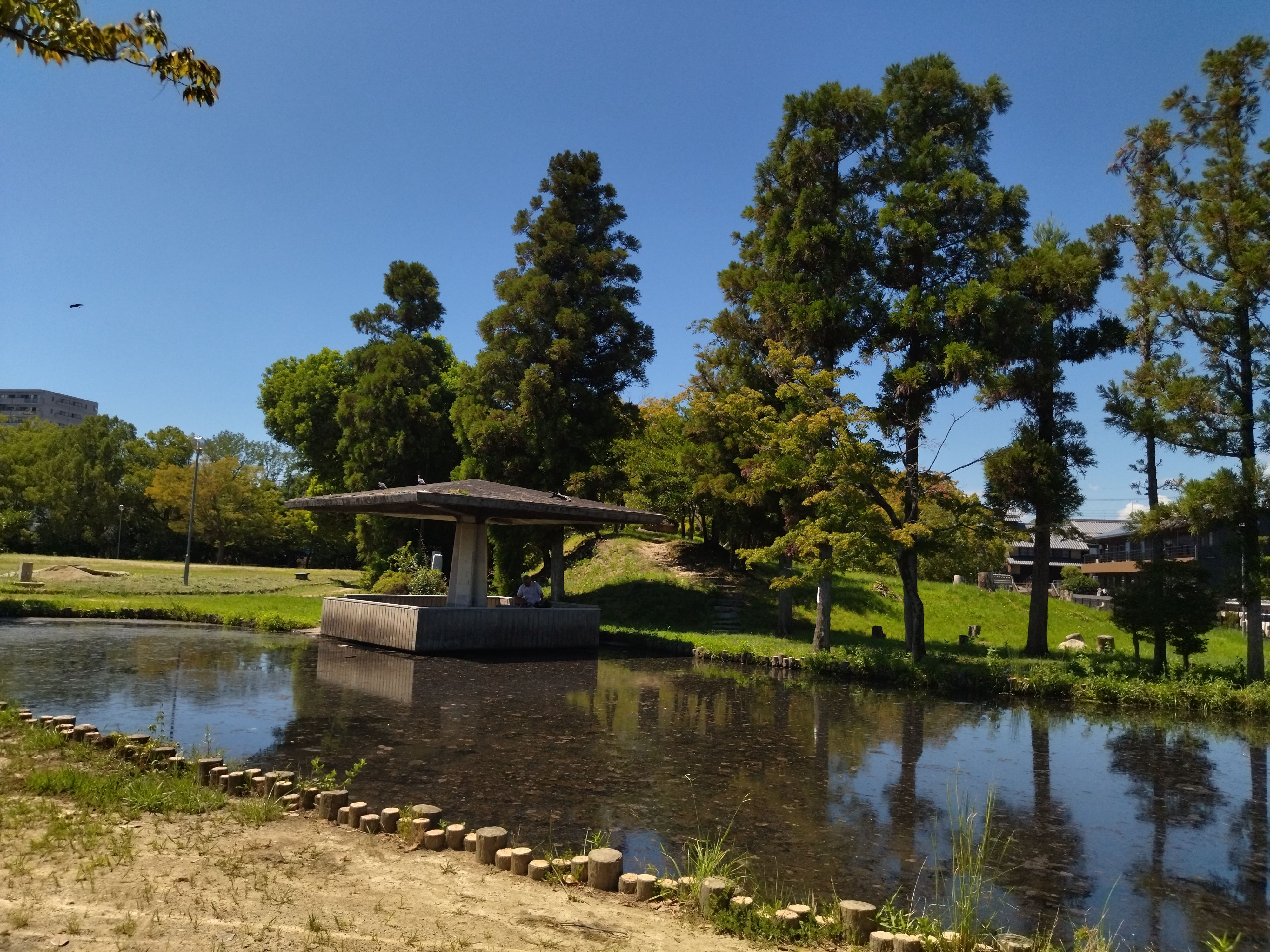
鳥羽離宮跡の秋ノ山

鳥羽離宮（とばりきゅう）は、12世紀から14世紀頃まで代々の上皇により使用されていた院御所。鳥羽殿（）・城南離宮（）とも呼ばれる。
場所は、京都市南区上鳥羽、伏見区下鳥羽・竹田・中島の付近で、朱雀大路の延長線上にあった。範囲は東西約1.7 km、南北約1.1 kmと推定されているが、西辺部が現鴨川の流路となっていることから明らかではない。

## 概要
鳥羽は、平安京の南約3キロメートルに位置し、鴨川と桂川の合流地点で、山陽道も通る交通の要衝であった。平安京造営時に朱雀大路を延長した鳥羽作道も作られ、鳥羽は平安京の外港としての機能を持った。また、貴族達が狩猟や遊興を行う風光明媚な地としても有名であった。このため古くから、鳥羽には貴族達の別邸が建ち並び、市が立つなど、都市として発達していた。ただし、近年の研究では鳥羽殿の池と鴨川・桂川は物理的に切り離されていたとする見方もあるため、鳥羽に離宮が造営されたのはあくまでも風光明媚を重視した結果であるとする説もある。
11世紀、院の近臣である藤原季綱が鳥羽の別邸を白河上皇に献上した。白河上皇は大規模な拡張工事を行った。応徳4年（1087年）に完成することになる後の南殿である。白河上皇は、当初は白河に法勝寺などの宗教的な空間を、鳥羽に譲位後の院御所を造営する構想であったとみられているが、後に白河にも院御所（白河北殿・白河南殿）が造営され、鳥羽に南殿に附属する御堂として証金剛院が造営された後はその区別が曖昧となった。更に白河や鳥羽の院御所は上皇の私的空間としての意味合いが強く、鳥羽法皇の晩年に政治的会議が鳥羽殿で開かれたことがあったものの、政治的決定のほとんどが京内に持っていた院御所で行われていた。
その後、さらに東殿を建設し、邸内に自らの墓所として三重の塔を中心とした安楽寿院を造営する。12世紀の鳥羽上皇の代には泉殿をはじめとして増設が繰り返された。これらの造営、作事には各地の受領に任ぜられた院の近臣達が分担してあたっている。鳥羽上皇も安楽寿院に本御塔と新御塔の2つの塔を造営し、本御塔を自らの墓所と定めた。新御塔は美福門院の墓所を予定していたが、法皇の没後に美福門院は遺骨を高野山に納めるように遺言して亡くなったために新御塔に納められることはなかった。そのため、長寛元年（1163年）になって二条天皇の意向により、知足院に納められていた近衛天皇の遺骨を新御塔に改葬した。これは、当時後白河上皇と二条天皇が治天の君の地位を巡って争いを続けており、この改葬も二条天皇が自らを後白河上皇の実子ではなく美福門院の養子/近衛天皇の義弟であることを強調するために実施したと推測され、二条天皇が急死したことで後白河上皇が治天の地位を確保すると、このことを嫌って鳥羽離宮を敬遠するようになったと言われている。しかし、皮肉にも治承三年の政変において平清盛が後白河法皇の院政を停止した際に法皇を幽閉したのはこの鳥羽離宮であった。
南北朝時代の戦火によって、多くの建物が焼失し、その後急速に荒廃していった。
鳥羽離宮は、南殿・泉殿・北殿・馬場殿・東殿・田中殿などからなる。
それぞれの御所には、御堂が付属していた。
- 南殿-証金剛院（白河上皇の発願）
- 泉殿-成菩提院（鳥羽上皇の発願）
- 北殿-勝光明院（鳥羽上皇）・鳥羽宝蔵
- 東殿-安楽寿院（鳥羽上皇）
- 田中殿-金剛心院（鳥羽上皇）

なお、天台宗の高僧であった覚猷は、鳥羽離宮の証金剛院に住んだことから、鳥羽僧正と称された。

## 文化財
安楽寿院の木造阿弥陀如来坐像などが国の重要文化財に指定されているほか（安楽寿院を参照）、1977年から1991年までの発掘調査で発見された出土品計324点が「鳥羽離宮金剛心院跡出土品」として京都市指定有形文化財に指定されている。

## 遺構

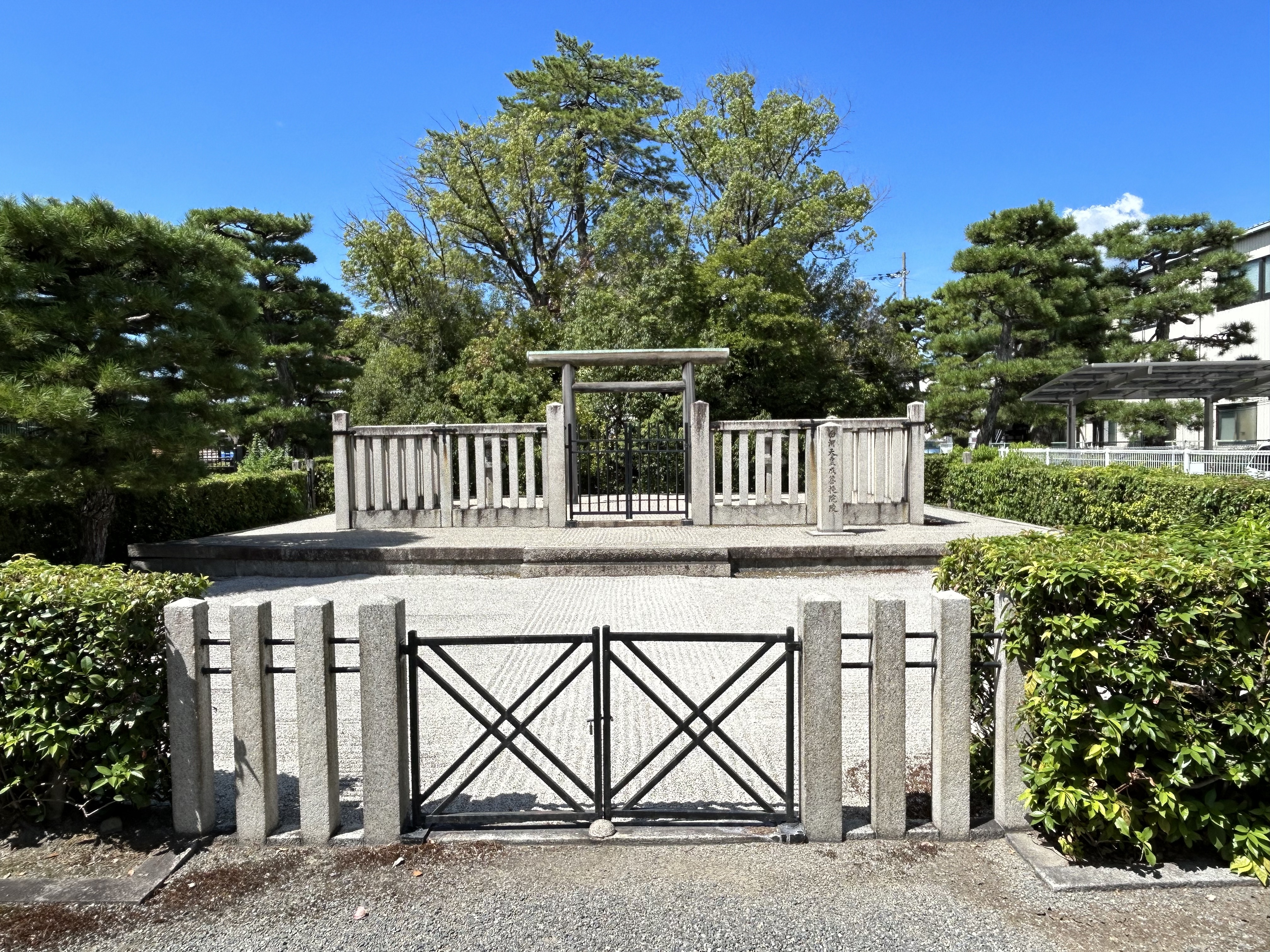
白河天皇陵（成菩提院陵）

- 白河天皇陵（成菩提院陵）白河天皇陵 - 白河天皇陵周辺部の発掘調査により、御陵の周辺に幅約6メートルの大溝が確認されている[10]。
- 秋ノ山 - 鳥羽離宮跡公園内。当時の築山が残されている[11]。城南宮にある「春の山」は後年新しく作られたもの[12]。